# Salomon August Silfversparre
Salomon August Silfversparre, född den 17 juli 1826 på Ingelstad i Torsås socken, död den 16 november 1911 i Växjö, var en svensk militär. Han var son till Volmar Johan Silfversparre.
Silfversparre blev kadett vid Krigsakademien på Karlberg 1840 och utexaminerades därifrån 1846. Han blev underlöjtnant vid Smålands grenadjärbataljon sistnämnda år, löjtnant där 1851, kapten 1864, major 1874 samt överstelöjtnant och chef för samma bataljon 1879. Silfversparre befordrades till överste i armén 1887 och beviljades samtidigt avsked från krigstjänsten. Han blev riddare av Svärdsorden 1870.